# Вулиця Січневого прориву (Біла Церква)
Вулиця Січневого прориву — вулиця у Білій Церкві, розташована у західній частині міста. Починається від Сквирського шосе і тягнеться до лісового масиву міста.

## Історична відомість
Вулиця отримала назву на честь прориву нацистської оборони танковим екіпажем на чолі з Турчаніновим у січні 1944 року. Це дозволило РСЧА разом з чехословацькими підрозділами 4 січня звільнити Білу Церкву від німецьких загарбників.

## Відомі будівлі
1. Білоцерківська філія Одеської державної академії технічного регулювання та якості — навчальний заклад І-ІІ ступенів акредитації державної форми власності, заснований у 1984 році.

## Список використаних джерел
- Срібняк М. Л., Федотов В. М. Біла Церква: історико-архітектурний нарис. — К.: Будівельник, 1966 р. — 38 с.
- Головна сторінка підприємства. [Архівовано 27 липня 2013 у Wayback Machine.] Сайт ДП «Київоблстандартметрологія»
- Сторінка філії. [Архівовано 29 квітня 2012 у Wayback Machine.] Сайт Одеська державна академія технічного регулювання та якості
- Головна сторінка підприємства. Сайт ПрАТ «Управління виробничо-технологічного комплектування»
- Мережа закладів охорони здоров'я міста Біла Церква. Сайт Управління охорони здоров'я Білоцерківської міської ради. Міський центр медичної статистики «Медінстат»
- Головна сторінка підприємства. [Архівовано 27 липня 2013 у Wayback Machine.] Сайт ДП «Київоблстандартметрологія»
- Вулиця Січневого прориву на карті міста.